# Zelotibia major
Zelotibia major är en spindelart som beskrevs av Anthony Russell-Smith och Murphy 2005. Zelotibia major ingår i släktet Zelotibia och familjen plattbuksspindlar.
Artens utbredningsområde är Burundi. Inga underarter finns listade i Catalogue of Life.